# Yūkan Club
Yūkan Club (有閑倶楽部, Yūkan Kurabu, lit. "Le club de loisirs") est un shōjo manga de Yukari Ichijō prépublié dans le magazine Bessatsu Margaret de l'éditeur Shūeisha entre 1982 et 2002 et publié en un total de 19 volumes au format tankōbon.
Yūkan Club remporte le Prix du manga Kōdansha 1986 dans la catégorie shōjo.
Le manga est adapté en un téléfilm diffusé le 10 novembre 1986 sur Fuji Television, un OVA de deux épisodes produits par Magic Bus sortis en 1991 et un drama de 10 épisodes diffusé entre octobre et décembre 2007 sur Nippon Television.

## Médias

### Manga
Yūkan Club est écrit et illustré par Yukari Ichijō. La série est prépubliée dans le magazine Bessatsu Margaret de l'éditeur Shūeisha entre 1982 et 2002 et publiée par le même éditeur en un total de 19 volumes reliés sortis entre le 13 décembre 1982 et le 15 novembre 2002,. Shūeisha réédite le manga en 10 volumes kanzenban sortis entre le 18 mai 2000 et le 18 avril 2002, puis une seconde fois en 9 volumes kanzenban sous le titre Yūkan Club DX (有閑倶楽部 DX, Yūkan Kurabu DX) avec les trois premiers volumes sortis simultanément le 15 octobre 2007, les trois volumes suivants le 15 novembre 2007 et les trois derniers volumes le 14 décembre 2007.
Le manga est licencié en Indonésie par Elex Media Komputindo.

### Téléfilm
Une adaptation sous la forme d'un téléfilm scénarisé par Izō Hashimoto avec Sayuri Kokushō dans le rôle principal est diffusé le 10 novembre 1986 sur Fuji Television[réf. nécessaire].

### OVA
Le manga est adapté en une animation vidéo originale produite par les studios Madhouse. Toy Boys interprète les génériques de fin des deux OVA, respectivement Shake Dance et Rainy Dance. Le premier OVA est édité en VHS le 25 juillet 1991. Le deuxième OVA est diffusé le 14 décembre 1991 sous forme de film dans les cinémas Tōhō et édité en une VHS sortie le 25 avril 1992.

### Série télévisée
Un drama en dix épisode réalisé par Oya Taro est diffusé sur Nippon Television entre le 16 octobre 2007 et le 18 décembre 2007. Le 23 avril 2008, VAP sort un coffret DVD intégrale de cinq DVD.

#### Distribution
- Jin Akanishi : Shochikubai Miroku
- Yu Yokoyama : Kikumasamune Seishiro
- Taguchi Junnosuke : Bido Granmarie
- Minami : Kenbishi Yuri
- Yuu Kashii (en) : Hakushika Noriko
- Emi Suzuki (en) : Kizakura Karen
- Takeshi Kaga (en) : Shochikubai Jishu
- Kataoka Tsurutaro : Kenbishi Mansaku
- Kato Kazuko : Kenbishi Yuriko

#### Musique
La chanson thème de la série est Keep The Faith de KAT-TUN. Elle se classe cinquième single le plus vendu répertorié dans les charts Oricon en 2007.
Le 21 novembre 2007, Sony Music Entertainment sort un single pour la chanson thème du drame écrite par Kyosuke Himuro. Le 28 novembre 2007, Wint sort un CD de bande originale pour Yūkan Club. Les chansons sont chantées par Jin Akanishi et composées par Kyosuke Himuro.

## Accueil
Yūkan Club remporte le Prix du manga Kōdansha 1986 dans la catégorie shōjo. Le manga fait partie des mangas les plus vendus avec 27 millions d'exemplaires vendus.
Pour Masanao Amano, « l'action, le développement du scénario qui rappelle les films d'espionnage et le divertissement procuré par Yūkan Club sont si prenant que la série a attiré une audience masculine et féminine ».
Le drama remporte quatre des cinq prix du Nikkan Sports Drama Grand Prix (en) 2007 : la série reçoit le prix du meilleur drama de 2007, Jin Akanishi le prix du meilleur acteur, Junnosuke Taguchi le prix du meilleur acteur dans un second rôle, Yu Kashii le prix de la meilleure actrice dans un second rôle.